# 大年寺山
大年寺山（だいねんじやま）は、宮城県仙台市太白区にある山である。山の名は江戸時代からこの山にある黄檗宗両足山大年寺に由来する。古くは野出口山、また茂ヶ崎と呼ばれた。大年寺公園とその一部である仙台市野草園があり、他に放送局のテレビ塔3本が建つ。標高は約120メートル。

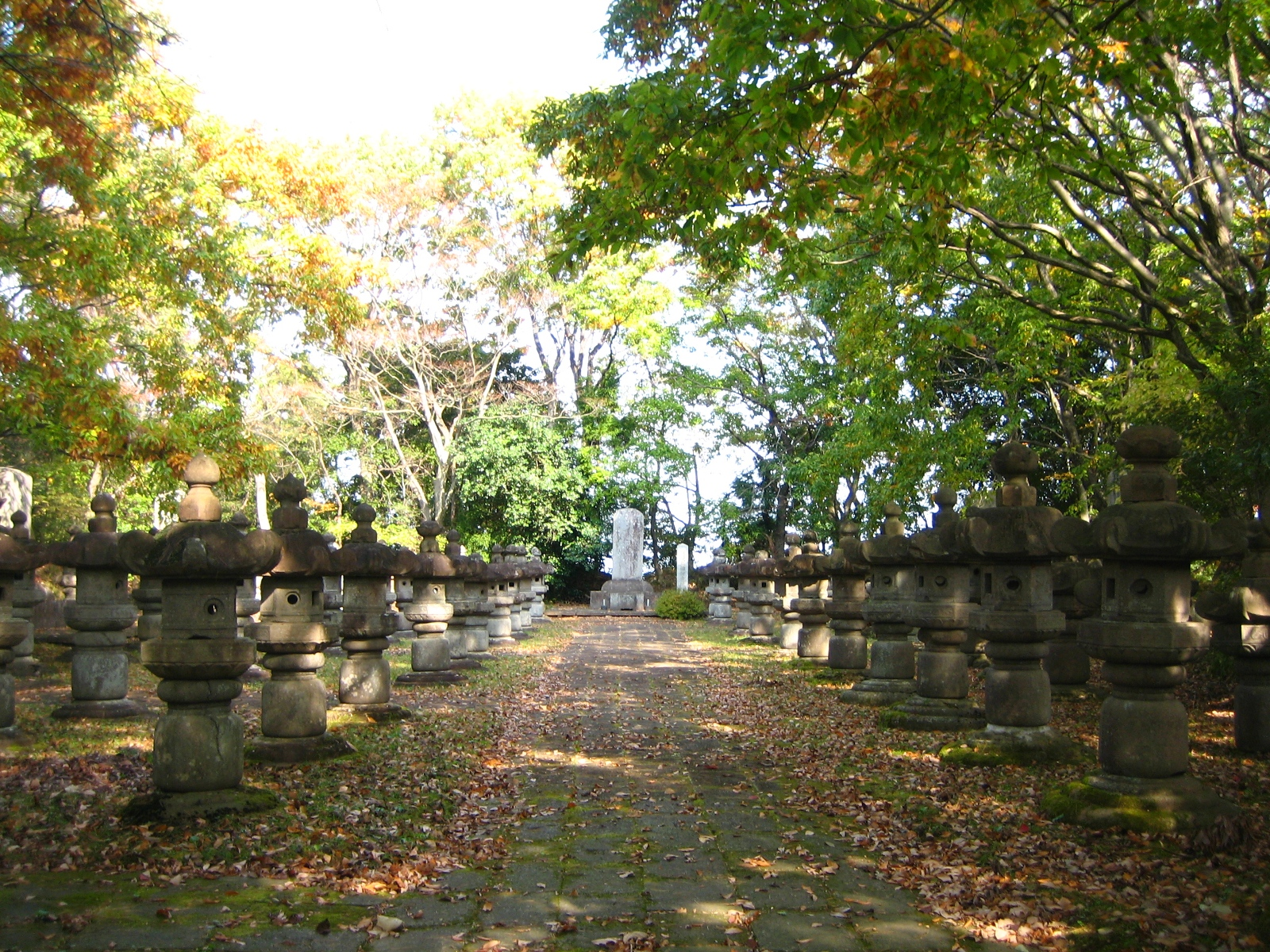
伊達家の墓所（2007年11月）

## 地理
大年寺山は、仙台市都心部から見て南側、広瀬川や愛宕山、大窪谷地を隔てた所にある。大年寺山の南側には長町地区が広がる。
山の形は東北東から西南西に長い。この山の最高点とされてきた二等三角点「大年寺」（北緯38度14分15秒 東経140度52分25秒 / 北緯38.23750度 東経140.87361度）は標高119.55メートルだったが、現在は停止（移転）している。
南西斜面に東北工業大学長町キャンパス（北緯38度14分4.6秒 東経140度52分26.5秒 / 北緯38.234611度 東経140.874028度）がある。北西側斜面に仙台市野草園（北緯38度14分19.7秒 東経140度52分25.7秒 / 北緯38.238806度 東経140.873806度）があり、山の東側は大年寺公園で、伊達氏代々の墓所（北緯38度14分25.9秒 東経140度52分46.8秒 / 北緯38.240528度 東経140.879667度）がある。北東側の山裾は広瀬川に近い。

## 歴史
古墳時代にはこの山の中腹にたくさんの横穴墓が作られた。山の北側に大年寺山横穴墓群、南側に二ツ沢横穴墓群と茂ヶ崎横穴墓群、そのほか愛宕山横穴墓群や宗禅寺横穴墓群などがあり、全体で「向山横穴墓群」と称す。
中世には茂ヶ崎と呼ばれ、茂ヶ崎城が置かれた。
1696年（元禄9年）、伊達綱村は廃寺になっていた仙英寺を茂ヶ崎に移し、大規模な寺院の造営に乗り出した。翌年、黄檗宗の鉄牛和尚が招かれ両足山大年寺を開いた。これ以後、江戸で死去した者を除く伊達家代々の墓所となり、江戸時代にはその保護を受けて広壮な伽藍を営んだ。当時の大年寺は、全国の黄檗宗の寺院の中でも規模が大きいものであった。明治になってから廃仏毀釈の風潮を受けて伊達家が仏式を止めたため、荒廃した。今も残る建築物は南の入り口にある惣門（北緯38度14分13.1秒 東経140度52分44.3秒 / 北緯38.236972度 東経140.878972度）だけである。
1918年（大正7年）には、労働者60余人が大年寺山に立てこもった。これは名取郡長町村の東北板紙での労働争議によるものであり、労働者は賃上げを要求して勝ち取った。日本と宮城県の労働運動黎明期の一事件である。
伊達家との関係が切れた黄檗宗は、昭和の初めに大年寺を再興した。これが現在の大年寺で、昔の門前にあたる山麓にある（北緯38度14分13.4秒 東経140度52分46.7秒 / 北緯38.237056度 東経140.879639度）。
1934年（昭和9年）11月に北隣の八木山とあわせて308.32ヘクタールが「八木山大年寺風致地区」に指定され、仙台近郊の緑地として開発を抑制された。
伊達家の墓所があることから大年寺山では長い間、樹林の伐採は行われていなかった。しかし、第二次大戦中から戦後にかけて木材の需要が急増した影響で、大年寺山の樹林の伐採が行われた。1950年（昭和25年）に伊達家がここの山林を売却したために樹林の伐採が進み、大年寺山の景観は一変するほどだった。
1950年（昭和25年）に植物園の計画が持ち上がり、1954年（昭和29年）7月21日に仙台市野草園が開園した。この敷地は1945年（昭和20年）に地すべりを起こしていた所であり、野草園の設置はその有効活用という側面を持ち合わせていた。1956年（昭和31年）3月21日、NHK仙台総合テレビジョンの開局を先駆けに、山頂には各社のテレビ放送の塔が立ち並んだ。
仙台市は石井亨市長のもとで伊達家の墓所も含め大年寺山に公園を整備する構想を立て、土地取得を進めた。この過程で仙台市が1991年（平成3年）と1992年（平成4年）に4倍の費用で土地を購入したことが1993年（平成5年）9月に明るみに出た。市民団体の仙台市民オンブズマンは、土地を売却した4社を相手取って代金返還代位請求訴訟を11月に起こした。最高裁まで争われたこの裁判では、予算・決算報告を起点にして計算した請求期間1年をすぎてからの住民監査請求は認められないとの判決が2003年（平成15年）に確定した。

## テレビ塔

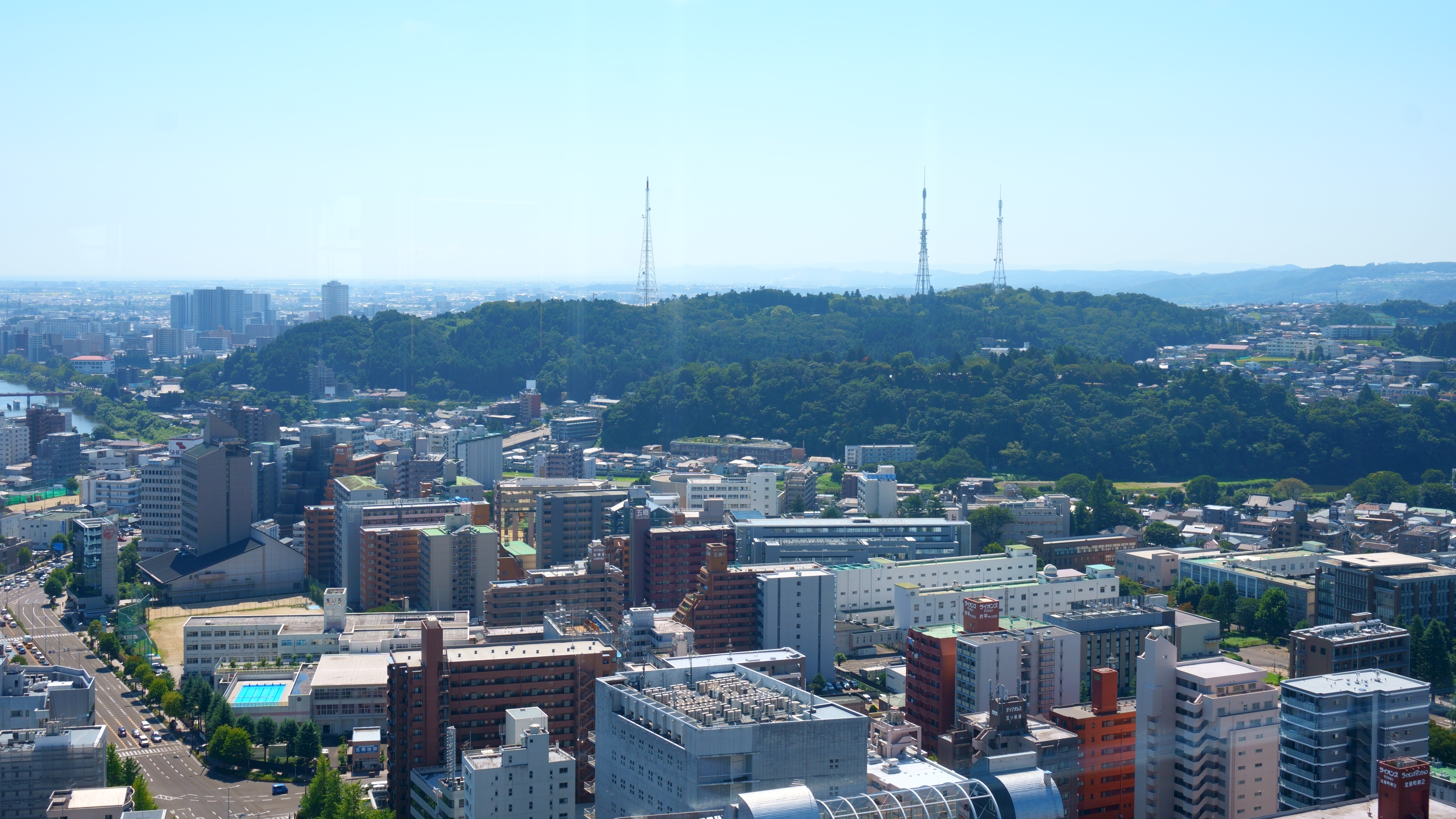
テレビ塔が立ち並ぶ大年寺山

外観上の特徴は、山上に立つ3本のテレビ塔である。東から、
- 宮城テレビ放送（MMT。北緯38度14分24.8秒 東経140度52分41秒）

通称：「ミヤテレタワー」
高さ：138メートル
概観：白
夜間ライトアップ：翌日の天気予報が、晴れならオレンジ色、曇りなら白色、雨・雪は緑色の照明となる。
鉄塔の中層部には仙台市街地向けの情報カメラが設置されている。
- NHK仙台放送局・東北放送（TBC）・東日本放送（KHB）の共同。（北緯38度14分18.5秒 東経140度52分27.5秒 / 北緯38.238472度 東経140.874306度）

高さ：150メートル
概観：白
夜間ライトアップ：なし
2001年に地上デジタルテレビ放送の整備に合わせ、建て替え。同時にKHBのアナログ送信アンテナがMMTの鉄塔から移設された（MMTのデジタルテレビ放送用アンテナを設置するため）。
3局の地上デジタルテレビ放送とNHK-FMラジオ放送の送信施設として運用されている。2012年3月31日までは、NHKとKHBの地上アナログテレビ放送も運用されていた。
こちらには、NHKの情報カメラが南側（長町南駅方向）を向けて設置されている。
- 仙台放送（OX・エフエム仙台（Date fm）が共用。北緯38度14分15秒 東経140度52分22.6秒）

通称：「仙台スカイキャンドル」（2012年6月命名）
高さ：147.7メートル
概観：赤白
夜間ライトアップ：1時間単位で照明の色が変化する。
2004年11月までは、塔下にあるスタジオから番組を送り出していた。
2016年6月30日まではモバキャス（NOTTV）の送信設備が設置されていた。
上記の3つの鉄塔がある大年寺山の西隣の八木山にテレビ塔として運用されていた鉄塔がある。
- 東北放送（TBC。北緯38度14分48.9秒 東経140度51分19.3秒）

通称
通称：トリシャイン
高さ：120メートル
概観：赤白
夜間ライトアップ：3色の照明で模様をつくる。
2012年3月31日まで、地上アナログテレビ放送の送信施設として運用されていた。
2017年5月よりFMラジオ放送の送信施設として運用を開始。
八木山の東北放送を含めた4本中3本の「テレビ塔ライトアップ」は、第10回仙台市都市景観大賞を受賞した。東京からの東北新幹線下りの車中から「テレビ塔ライトアップ」は非常に良く見え、仙台到着のランドマークとなっていることが受賞理由となっている。
なお、仙台空港の航空法の制限表面のうち円錐表面と外部水平表面は仙台市中心部には設定されておらず、これらのテレビ塔は建設が可能であった（参照）。
宮城県の地上デジタル放送におけるリモコンキーIDは、全国で唯一、系列局の割り当てが鹿児島県と同一になっている。
また、本項では、2012年12月14日から2016年6月30日まで運用されていたジャパン・モバイルキャスティング運営のNOTTV仙台送信所についても併せて記述する。

### 地上デジタルテレビジョン放送送信設備
| ID | 放送局名           | コールサイン | 物理 チャンネル | 空中線電力 | ERP  | 放送対象地域 | 放送区域 内世帯数 | ワンセグ局名                        |
| -- | ------------------ | ------------ | --------------- | ---------- | ---- | ------------ | ----------------- | ----------------------------------- |
| 1  | tbc 東北放送       | JOIR-DTV     | 19ch            | 3kW        | 22kW | 宮城県       | 約70万1千世帯     | TBCテレビ携帯 （Gガイド）           |
| 2  | NHK 仙台教育       | JOHB-DTV     | 13ch            | 3kW        | 24kW | 全国放送     | 約70万1千世帯     | NHK携帯2                            |
| 3  | NHK 仙台総合       | JOHK-DTV     | 17ch            | 3kW        | 24kW | 宮城県       | 約70万1千世帯     | NHK携帯G・仙台                      |
| 4  | MMT 宮城テレビ放送 | JOMM-DTV     | 24ch            | 3kW        | 28kW | 宮城県       | 約70万1千世帯     | ミヤギテレビ4 旧:宮城テレビ放送携帯 |
| 5  | khb 東日本放送     | JOEM-DTV     | 28ch            | 3kW        | 27kW | 宮城県       | 約70万1千世帯     | 東日本放送 [携帯]                   |
| 8  | OX 仙台放送        | JOOX-DTV     | 21ch            | 3kW        | 30kW | 宮城県       | 約70万1千世帯     | 仙台放送                            |

- KHBは2006年6月18日、ほかは2005年12月1日放送開始。
- OXは旧本社跡に残した送信所から、MMTは自社アナログ送信所から、残りはNHK・KHBアナログ送信所から送信。
- 放送エリアは、仙台市・石巻市・塩竈市・名取市・角田市・多賀城市・岩沼市・登米市・栗原市・東松島市・大崎市・富谷市・柴田郡・伊具郡・亘理郡・宮城郡・黒川郡・加美郡・遠田郡・牡鹿郡（各一部地域除く）で宮城県全世帯約84%をカバー。福島県相馬市・南相馬市・相馬郡の一部もエリアに入っている。

### 地上アナログテレビジョン放送送信設備
- 2012年3月31日運用終了・停波。当初は全国一斉の2011年7月24日に終了する予定だったが、東北地方太平洋沖地震(東日本大震災)発生を受けて、甚大な被害が出た影響により、アナログ放送終了が延期された。

| チャンネル | 放送局名           | コールサイン | 空中線電力          | ERP                 | 放送対象地域 | 放送区域 内世帯数 |
| ---------- | ------------------ | ------------ | ------------------- | ------------------- | ------------ | ----------------- |
| 3ch        | NHK 仙台総合       | JOHK-TV      | 映像10kW/ 音声2.5kW | 映像71kW/ 音声18kW  | 宮城県       | 約76万世帯        |
| 5ch        | NHK 仙台教育       | JOHB-TV      | 映像10kW/ 音声2.5kW | 映像87kW/ 音声22kW  | 全国放送     | 約76万世帯        |
| 12ch       | OX 仙台放送        | JOOX-TV      | 映像10kW/ 音声2.5kW | 映像98kW/ 音声24kW  | 宮城県       | 約76万世帯        |
| 32ch       | KHB 東日本放送     | JOEM-TV      | 映像30kW/ 音声7.5kW | 映像270kW/ 音声68kW | 宮城県       | 約76万世帯        |
| 34ch       | MMT 宮城テレビ放送 | JOMM-TV      | 映像30kW/ 音声7.5kW | 映像290kW/ 音声72kW | 宮城県       | 約76万世帯        |

- NHKとKHBは共同でアナログ・デジタル共用。
- OXとMMTはそれぞれ単独設置で、いずれもアナログ・デジタル共用。OXは旧本社跡に送信所を残す。
- TBCは八木山の本社敷地内にアナログテレビ送信所を設置していた。詳細は東北放送の項目を参照の事。

### FMラジオ放送送信設備
| 周波数 （MHz） | 放送局名             | コールサイン | 空中線電力 | ERP  | 放送対象地域 | 放送区域 内世帯数 |
| -------------- | -------------------- | ------------ | ---------- | ---- | ------------ | ----------------- |
| 77.1           | Date fm エフエム仙台 | JOJU-FM      | 5kW        | 23kW | 宮城県       | 約76万世帯        |
| 82.5           | NHK 仙台FM放送       | JOHK-FM      | 5kW        | 31kW | 宮城県       | 約76万世帯        |

- NHKは、3局共用のテレビ放送施設にFM放送の設備を設置。
- Date fmは、OXの設備を間借りしている。
- TBCは八木山の本社敷地内にFM補完中継局（93.5MHz、5kW）を設置している。詳細は東北放送の項目を参照の事。

### マルチメディア放送送信設備
- 2016年6月30日放送終了・廃止。

| 周波数                                      | 放送局名      | 空中線電力 | ERP   | 放送区域                                      | 放送区域内世帯数 |
| ------------------------------------------- | ------------- | ---------- | ----- | --------------------------------------------- | ---------------- |
| 214.714286MHz （VHF11chに相当する周波数帯） | Jモバ 仙台MMH | 25kW       | 250kW | 宮城県及び周辺の 福島県・山形県・岩手県の一部 | 約-世帯          |

- モバキャス仙台送信所は、東北初の送信所であった。
- 出力は25kWと最大級。出力が強いのはかなりのエリアをカバーするためであった。

#### 歴史
- 2012年10月3日 - 予備免許交付
- 2012年10月15日 - 試験放送開始
- 2012年12月11日 - 本免許交付
- 2012年12月14日 - 本放送開始
- 2016年6月30日 - 放送終了